# 1 Grupa Pancerna
1 Grupa Pancerna – organ inspekcyjno-szkoleniowy Dowództwa Broni Pancernych Wojska Polskiego II RP.
1 maja 1937 w Warszawie zorganizowana  została  1 Grupa Pancerna. Zadaniem jej dowódcy było:  inspekcjonowanie wyszkolenia, rozpatrywanie zagadnień organizacyjnych i przygotowania mobilizacyjne podległych oddziałów.

## Struktura organizacyjna
Dowództwo
Dowódca - płk kaw. Józef Koczwara
Oficer sztabu mjr Adam Kubin
Oddziały pancerne
- 1 Batalion Pancerny - Poznań
- 3 Batalion Pancerny - Warszawa
- 8 Batalion Pancerny - Bydgoszcz
- 10 Batalion Pancerny - Łódź
- 1 Pułk Artylerii Najcięższej[c]